# Fuyant la critique
Fuyant la critique – en espagnol Huyendo de la crítica – est un tableau réalisé par le peintre espagnol Pere Borrell del Caso en 1874. Cette huile sur toile est le portrait en trompe-l'œil d'un garçon qui s'extrait d'un encadrement avec un air ébahi. L'œuvre est conservée à la Banque d'Espagne, à Madrid.
Un des titres initiaux du tableau était  Una cosa que no puede ser (« Une chose qui ne peut être »), ce qui exprime la tension entre les deuxième et troisième dimensions dans le tableau « marquant le passage des frontières entre l’espace de l’œuvre, l’espace du récit, et le monde réel, les remettant en cause l’un comme l’autre ».
Il a fallu attendre l'Exposition universelle de Philadelphie en 1876 pour que le tableau fît sensation, permettant à Pere Borrell del Caso de se faire connaître à l'étranger.

## Participation aux expositions
- 2002 : National Gallery of Art de Washington, exposition Deceptions and Illusions: Five Centuries of Trompe l'Oeil Painting[3].
- 2008 : Nationalmuseum de Stockholm, exposition Lura Ögat.
- 2009 : Nagoya City Art Museum à Nagoya et au Bunkamura Museum of Art à Tokyo, exposition Visual Deception.
- 2010 : Bucerius Kunst Forum à Hambourg, exposition Täuschend huit : Illusion und Wirklichkeit in der Kunst.
- 2010 : Palais Strozzi de Florence, exposition Inganni ad arte.
- 2011 : Musée national d'Art de Catalogne, Barcelone, exposition Réalisme(s). L'empremta de Courbet.
- 2024: Musée Wallraf-Richartz, Cologne, exposition Paris 1863 - 1874: Revolution in der Kunst[4].